# Théophane Vénard
Vous lisez un « article de qualité » labellisé en 2012.
Théophane ou Jean-Théophane Vénard, né le 21 novembre 1829 à Saint-Loup-sur-Thouet et mort le 2 février 1861 à Hanoï, est un prêtre des Missions étrangères de Paris. Missionnaire au Tonkin, il y est condamné à mort et exécuté. Il est par la suite déclaré bienheureux, puis saint, par l'Église catholique.
Après ses études, il entre au séminaire et décide de devenir prêtre missionnaire au sein des Missions étrangères de Paris. Ordonné prêtre en 1852, il est envoyé en Chine comme missionnaire. Après un long voyage de plus de sept mois, il arrive à Hong Kong, porte d'entrée de la Chine. Après avoir attendu son affectation, il est finalement nommé au Tonkin, la partie nord de l'actuel Viêt Nam.
Entré clandestinement au Tonkin en 1854, il apprend le vietnamien et se met au service de son évêque. La situation est alors difficile pour les chrétiens et les persécutions sont intenses contre eux. Il se réfugie dans des grottes ou des cachettes, protégé par des villageois chrétiens. Il y traduit des épîtres en vietnamien et est nommé supérieur du séminaire. En 1860, il est dénoncé par un villageois et capturé, puis exécuté l'année suivante par décapitation.
Les nombreuses lettres qu'il a écrites tout au long de sa vie, et notamment pendant sa période missionnaire, sont recueillies et publiées par son frère Eusèbe après sa mort. Elles font grande impression en France. Thérèse de Lisieux le considère comme un saint qui lui ressemble, affirmant à la lecture de ses écrits : « ce sont mes pensées, mon âme ressemble à la sienne », et contribuant à en faire, pour les catholiques, l'un des martyrs les plus populaires du XIXe siècle. De nombreuses similitudes existent entre la spiritualité de Théophane Vénard et celle de Thérèse de Lisieux, tant dans la recherche de la petitesse spirituelle que sur la vision de la mission.
Le procès en béatification de Théophane Vénard s'ouvre peu après sa mort. Il est béatifié en 1909, puis canonisé en 1988 par Jean-Paul II. Il est commémoré le 2 février selon le Martyrologe romain et le 24 novembre avec les Martyrs du Viêt-Nam.

## Biographie

### Enfance et études secondaires

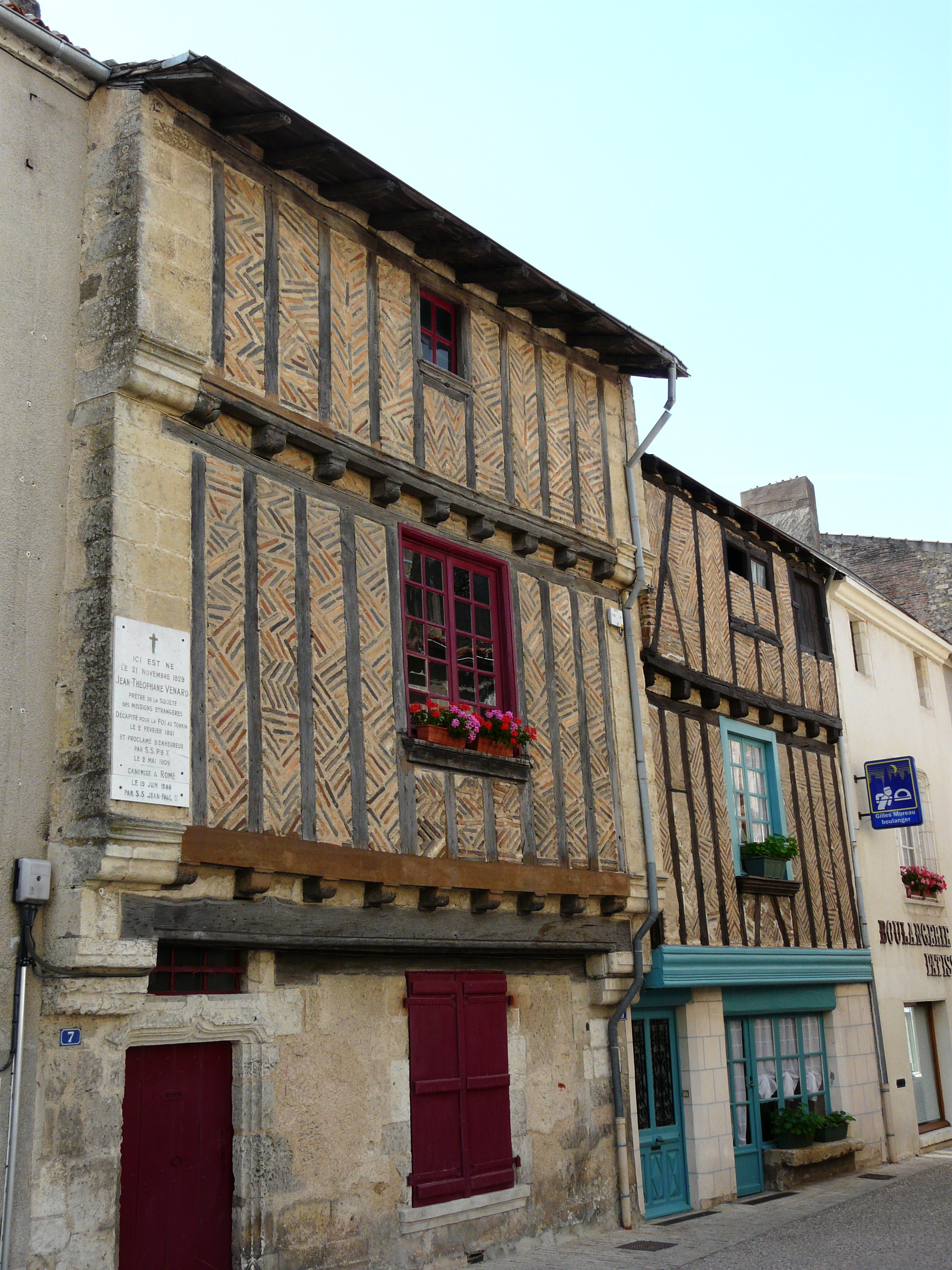
La maison natale de Théophane Vénard à Saint-Loup-sur-Thouet, Saint-Loup-Lamairé, Deux-Sèvres, France.

Théophane Vénard naît le 21 novembre 1829 à Saint-Loup-sur-Thouet. Fils d'un instituteur très pieux qui le fait baptiser Jean-Théophane, il est le deuxième de quatre enfants : il a une sœur aînée, Mélanie, et deux frères cadets, Eusèbe et Henri. Il manifeste sa volonté de devenir missionnaire et martyr pour la première fois à l'âge de neuf ans : "Moi aussi je veux aller au Tonkin, moi aussi je veux être martyr", ceci à la lecture du martyre de Jean-Charles Cornay dans la revue Annales de la propagation de la foi qui décrit la vie des missionnaires en Asie. Ce désir ne se manifeste plus durant les dix années qui suivent.
Il poursuit ses études à cinquante kilomètres du village, au collège de Doué-la-Fontaine dont il devient pensionnaire en 1841. L'éloignement de sa famille est difficile pour l'enfant qui parle d'exil. Néanmoins, il décrit dans ses lettres à sa sœur Mélanie ses activités religieuses : la récitation du chapelet, les dons qu'il fait pour l'œuvre de la Propagation de la foi. C'est un bon élève, mais ses professeurs remarquent son humeur inégale, avec des signes d'irascibilité.
Il apprend qu'il peut faire sa première communion le jeudi 28 avril 1843 et écrit à ses parents qu'il fait des efforts afin d'obtenir les prix d'excellence. Au début de l'année 1843, il apprend la mort de sa mère, de santé fragile. Cet événement marque le début d'une relation très profonde avec sa sœur Mélanie. Son frère cadet Henri devient à son tour pensionnaire à Doué, mais Théophane est très déçu par son manque de piété. En raison des difficultés financières rencontrées par la famille, son père lui demande de ne pas revenir en vacances à la maison afin de faire des économies.
Le 14 février 1847, Théophane, âgé de 18 ans, émet des doutes sur sa vocation. Il traverse une crise, qui semble à bien des égards une crise face à la grandeur qu'il conçoit de la vocation : « Depuis quelque temps, il y a quelque chose qui me tracasse : J'approche de la fin de mes classes et je ne connais pas encore ma vocation. Cela me tourmente. Toutefois, je me sens bien appelé à l'état ecclésiastique ; je me dis, oh ! que cela est beau d'être prêtre ! oh ! que cela est beau de dire une première messe ! Mais qu'il faut être pur, plus pur, en quelque sorte que les anges ! ainsi je suis dans le doute encore ». Malgré ses doutes, il poursuit ses études vers le séminaire.

### Séminaires

#### Petit séminaire de Montmorillon et Grand séminaire

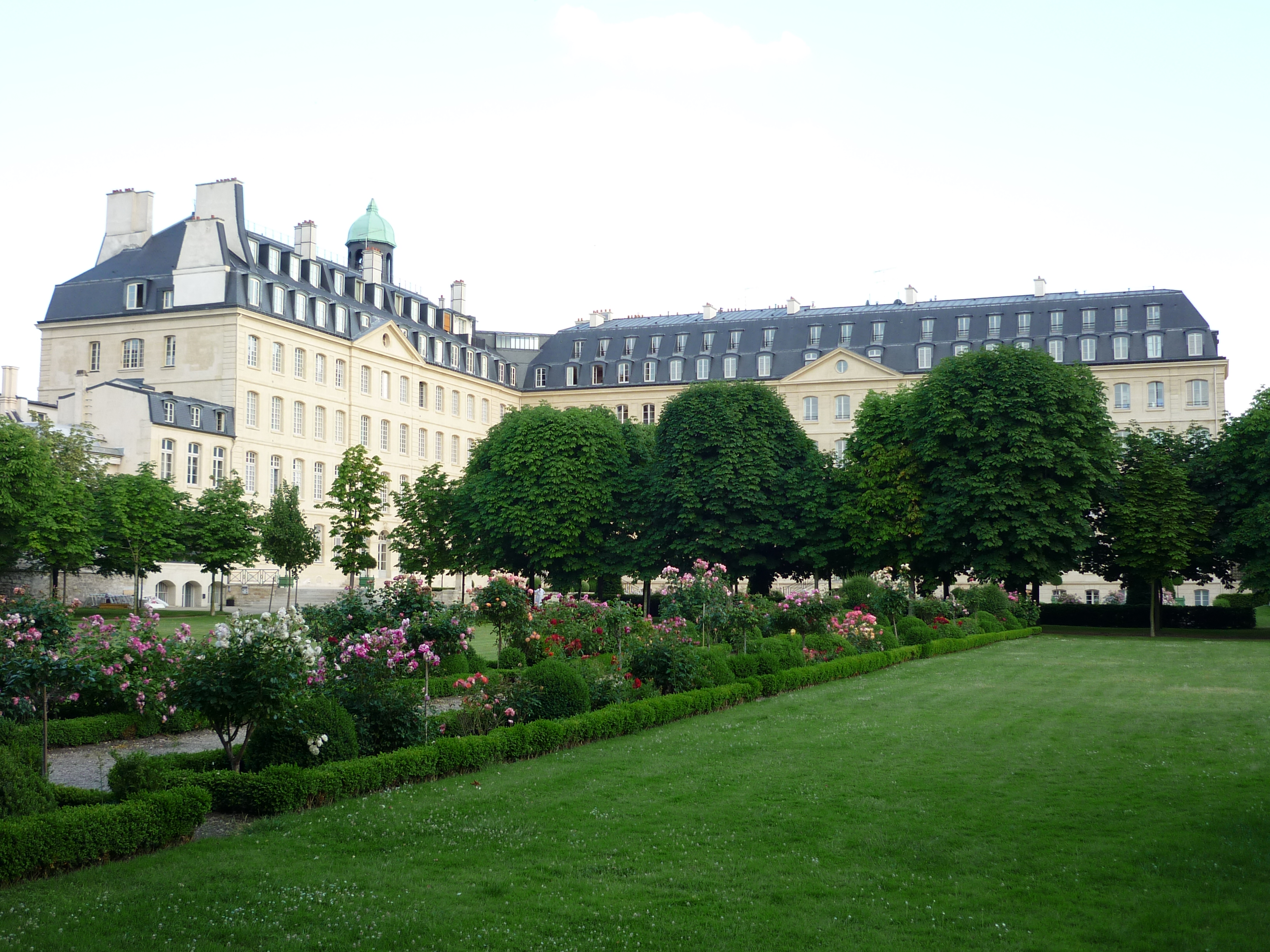
Vue du séminaire des Missions étrangères de Paris.

Théophane Vénard entre au petit séminaire de Montmorillon. Il se montre heureux, et bon élève comme avant, mais se révolte contre le manque de liberté et d'autonomie qui règne dans la discipline du petit séminaire : « Bientôt sept ans que j'essuie la poussière des collèges !... Je ne suis plus un enfant, je veux goûter de la vie d'homme, respirer seul dans une chambre et non pas dans une étude, au milieu du bruit assourdissant des pieds et des pupitres, des allants et venants. C'est là souffrir le martyre... Pour se plaire dans cet état, il faut la vocation, et je n'ai pas la vocation du collège. » Il écrit de longues lettres à son frère Eusèbe, qui veut lui aussi devenir prêtre, et se met au théâtre en interprétant des rôles comiques.
En 1848, il entre enfin au grand séminaire de Poitiers. Il porte la soutane, bénéficie d'une chambre personnelle et semble très heureux, comme il l'écrit à sa sœur : « C'est le paradis sur la terre. Que l'on est heureux dans la maison du Seigneur ! » Théophane se passionne pour ses études : il apprend le grec et l'hébreu, obtient d'excellents résultats, et son comportement ne montre plus aucun signe d'irrégularité ou d'irascibilité comme au collège.
Durant cette période, il mentionne de plus en plus fréquemment des missionnaires ou des séminaristes des Missions étrangères de Paris dans sa correspondance avec sa famille. Cet intérêt discret pour les Missions étrangères de Paris est une manière pour Théophane de préparer sa famille à son entrée dans cette société, à une époque où la vocation de missionnaire est très difficile et périlleuse, entre les voyages en bateau et les persécutions contre les chrétiens. Vouloir entrer aux Missions étrangères de Paris est alors un acte d'engagement difficile à accepter pour les familles. Durant les vacances de 1850, il retourne auprès de sa famille et prévient secrètement sa sœur Mélanie de ses intentions, lui faisant garder le secret. Le 21 décembre 1850, il est ordonné sous-diacre et obtient de son évêque, Louis-Édouard Pie, l'autorisation de quitter le diocèse de Poitiers pour se rendre au séminaire des Missions étrangères. Ce n'est que le 7 février 1851 qu'il écrit une longue lettre à son père pour lui demander sa bénédiction afin de devenir missionnaire.

#### Séminaire des Missions étrangères de Paris
Théophane Vénard entre au séminaire des Missions étrangères de Paris le 3 mars 1851, sous la direction du Père François Albrand, et prend à cette occasion le train pour la première fois. Il écrit à sa sœur dès le 7 mars pour dire son émerveillement à sa famille, et prend un daguerréotype à leur intention. Il se lie d'amitié avec Joseph Theurel, son futur évêque, et Dallet, futur missionnaire en Inde : tous trois partagent une même recherche de la perfection. Il s'intéresse à la modernité et se passionne pour la physique, l'histoire naturelle ou la géographie, mais se montre sévère à l'égard du courant romantique, qu'il trouve absurde. Par ailleurs, il écrit de nombreuses lettres à sa famille ou ses amis et développe un véritable talent d'épistolier.
Pendant ce temps, la situation à Paris est tendue, à la suite du coup d'État du 2 décembre 1851 ; les premières barricades apparaissent le 4. Il rassure ses proches et montre une conception sociale affirmée dans une de ses lettres : « S'il y avait du danger, il serait pour tout le monde, surtout pour les riches mauvais chrétiens ; car la classe ouvrière a été démoralisée par eux : elle ne croit plus à Dieu et elle veut jouir sur terre ; et, puisqu'elle ne possède rien, elle se révolte contre ceux qui possèdent. » Au référendum du 20 décembre 1851, il fait son devoir de citoyen en votant, même s'il n'est pas certain du bienfait de son vote : « J'ai écrit oui sur mon billet sans trop savoir si je faisais bien ou mal. Eh, qui peut le savoir ? Je prie Dieu de ne pas me demander compte de mon acte citoyen, le premier et peut être le dernier. »
Au sein des Missions étrangères de Paris, il se montre très actif et cumule rapidement les charges d'organiste, de sacristain et de balayeur en chef. Il est ordonné diacre le 20 septembre 1851. Le besoin en missionnaires accélère les choses : il demande à son évêque une dispense pour son ordination sacerdotale afin de pouvoir partir pour la Chine, dispense qui lui est accordée. Il est ordonné prêtre le samedi 5 juin 1852 par Marie Dominique Auguste Sibour à la cathédrale Notre-Dame de Paris. Il tombe gravement malade pendant près de trois semaines, sans doute de la fièvre typhoïde, et guérit.
Le 13 septembre suivant, l'annonce est officielle : il est envoyé en mission en Chine. Même s'il se montre très heureux, il aurait préféré le Tonkin, lieu du martyre de Jean-Charles Cornay qu'il vénère tout particulièrement. La cérémonie du départ a lieu le 16 septembre à l'oratoire des Missions étrangères de Paris.

### Voyages et escales

#### Voyage pour l'Asie
Le 16 septembre 1852, Théophane Vénard part pour Anvers avec quatre autres missionnaires des Missions étrangères de Paris, dont Lavigne et Joseph Theurel. Leur navire, le Philotaxe, quitte Anvers le 23 septembre, mais doit faire escale à Plymouth en raison d'une avarie causée par une tempête en mer du Nord. Il écrit régulièrement à sa famille pour lui décrire son voyage. Il passe par le Cap de Bonne-Espérance, et arrive à Madagascar pour Noël. Le bateau prend ensuite la direction du détroit de la Sonde, dans les Indes orientales néerlandaises. C'est l'occasion pour les missionnaires de découvrir la chaleur tropicale, et d'avoir leurs premières rencontres avec des Asiatiques lors d'une halte à Java. Ils arrivent à Singapour après un voyage de près de cinq mois.
À Singapour, les missionnaires se séparent : deux d'entre eux prennent la route du Cambodge, tandis que Théophane Vénard, Theurel et Lavigne partent pour la Chine. Ils embarquent sur un nouveau navire, l'Alice-Maud, puis rejoignent Hong Kong en jonque après une traversée assez difficile. Ils y arrivent le 19 mars 1853, après plus de sept mois en mer.

#### Hong Kong
À Hong Kong, Théophane Vénard attend son affectation en Chine. Il est attristé de n'avoir reçu aucune lettre et se met à étudier le chinois. L'étude de la langue lui est très difficile : « Je serais tenté de croire que cette langue et ces caractères ont été inventés par le diable pour en rendre l'étude plus difficile pour les missionnaires ! », écrit-il. Il lui faut également endurer les fortes chaleurs de Hong Kong, qui fragilisent sa santé. Il attend encore lorsque son ami Theurel rejoint le Tonkin, et indique aux supérieurs des Missions étrangères de Paris son envie de partir en mission, alors même que l'envoi de Théophane en Chine est suspendu pour des raisons de prudence. Lavigne, l'autre compagnon de route de Théophane Vénard, retourne finalement en France en raison de problèmes de santé. Théophane entretient aussi une correspondance avec son ami Dallet, missionnaire en Inde, qui lui fait part de son découragement.
Après plus de quatorze mois d'attente, un nouvel ordre arrive des Missions étrangères de Paris : celui de partir pour le « diamant du Tonkin, ». Théophane écrit à sa famille et à ses amis sa joie de partir pour le Tonkin, et à son ami Dallet sa joie de partir sur cette terre des martyrs : « Oh ! cher père Dallet, toutes les fois que la pensée du martyre se présente à moi, elle me fait tressaillir ; c'est la belle et bonne part qui n'est pas donnée à tous... »
Le 26 mai 1854, il embarque avec un ami, Legrand de La Liraÿe, sur une jonque de contrebandier chinois et aborde le Tonkin par la baie de Hạ Long,. Le jour de son départ pour le Tonkin, il apprend que Jean-Louis Bonnard, un membre des Missions étrangères de Paris, a été exécuté par décapitation dans la province de Nam Định, un an après la mort d'Augustin Schoeffler.

### Missionnaire

#### Entrée clandestine

Les chaînes karstiques de la baie de Hạ Long, par lesquelles Théophane Vénard est passé pour se rendre au Tonkin.

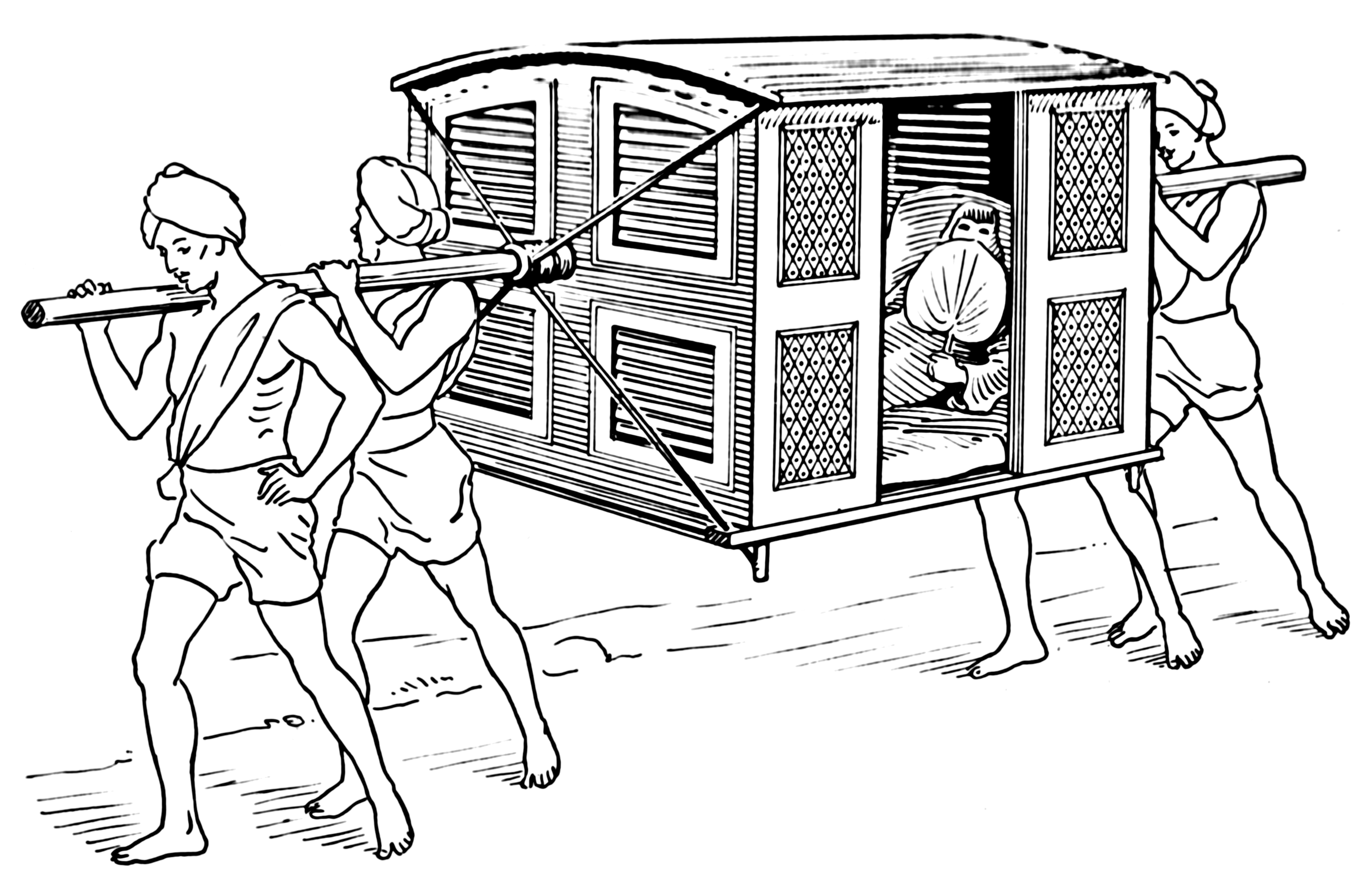
Exemple de Palanquin dans lequel Théophane se cachait pour traverser des villages.

Le voyage de Théophane Vénard pour le Tonkin se fait clandestinement : lui et son compagnon Legrand de La Liraÿe se cachent à partir de l'entrée au Tonkin, afin d'éviter les contrôles dans un pays où les chrétiens sont persécutés. L'édit de l'empereur du Viêt Nam Tự Đức condamne toute entrée de prêtre dans les territoires du Tonkin : « Les prêtres européens doivent être jetés dans les abîmes de la mer ou des fleuves ; les prêtres annamites, qu'ils foulent ou non la croix aux pieds, seront coupés par le milieu du corps, afin que tout le monde connaisse la sévérité de la loi ». L'empereur semble vouloir mener la même politique envers les chrétiens que son grand-père l'empereur Minh Mạng, c'est-à-dire une persécution à outrance se traduisant par la condamnation à mort de toute personne se déclarant chrétienne.
Théophane Vénard et Legrand de La Liraÿe débarquent le 23 juin 1854 et se reposent quelques jours, avant de traverser clandestinement la région avec des guides cochinchinois pour rejoindre leurs missions au Tonkin occidental. Lorsqu'ils traversent des villages, ils se cachent dans des palanquins à rideaux pour ne pas être démasqués. Ils atteignent le Fleuve Rouge et le remontent jusqu'à Vinh Tri où ils sont présentés à l'évêque le 13 juillet 1854.

#### Mission au Tonkin

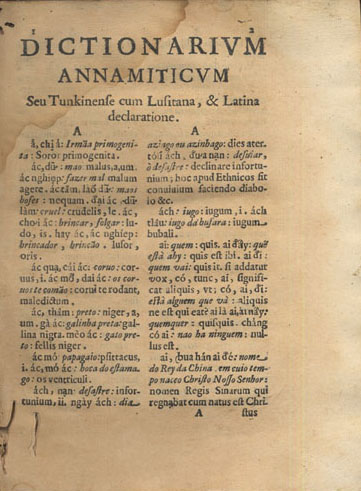
Une page du dictionnaire vietnamien-français écrit en 1651 par Alexandre de Rhodes, fondateur des Missions étrangères de Paris.

À son arrivée, une surprise attend le jeune missionnaire : l'évêque Pierre-André Retord prépare en grande pompe l'ordination de vingt-six clercs, la cérémonie ayant lieu en présence de l'armée officielle. En effet, bien que l'empereur ait développé une politique très anti-chrétienne, la situation est différente dans le Tonkin occidental dont le vice-roi, Hung de Nam-Dinh, beau-père de l'empereur, a été guéri d'une maladie des yeux par le prêtre Paul Bao-Tinh. Celui-ci lui a demandé de ne pas inquiéter les chrétiens vivant sous son autorité. Le vice-roi étant lié par cette promesse, les chrétiens ne sont pas persécutés dans le Tonkin occidental où l'édit de l'empereur n'est pas appliqué. Promu directeur du séminaire, Paul Bao-Tinh profite de cette situation pour tenir des cérémonies publiques, alors même que la situation dans les régions voisines est très difficile pour les chrétiens,.
Théophane Vénard s'intègre rapidement au sein des Cochinchinois, d'autant qu'il arrive avec un harmonium qui enchante l'évêque : celui-ci le nomme intendant des musiques. Contrairement à ses difficultés avec la langue chinoise, il apprend avec facilité le vietnamien, notamment grâce au quốc ngữ, romanisation de l'alphabet vietnamien réalisée au XVIIe siècle par Alexandre de Rhodes, l'un des fondateurs des Missions étrangères de Paris.
Il donne très vite son premier sermon en vietnamien. Theurel écrit à son propos : « Il paraît que le père Vénard parlera la langue avec un accent juste ; sa voix douce s'y prête bien au reste. Il se sent des atomes crochus avec les Vietnamiens, qui le lui rendent bien. Déjà il accompagne l'évêque Pierre-André Retord dans les visites des chrétientés, et il est bientôt en mesure d'aider pour l'administration. » Même si la situation est très propice aux chrétiens dans le Tonkin occidental, Théophane doit néanmoins s'enfuir et se cacher le 1er novembre à cause d'une visite de mandarins de l'empereur dans la région. Ces visites se multiplient et Théophane et ses compagnons doivent de plus en plus souvent se cacher.
Il tombe gravement malade à la fin de l'année 1856. On lui diagnostique une tuberculose pulmonaire, diagnostic très grave à l'époque,. On le croit mourant, et par deux fois on lui administre l'extrême-onction. Afin de ne pas être une charge pour la mission, il accepte de se faire soigner par un Vietnamien. Son traitement est fait d'acupuncture et de moxibustion,. Il guérit, comme l'écrit l'évêque Retord au supérieur des Missions étrangères de Paris à Hong Kong : « Le petit père Vénard, que vous croyez toujours maladif, semble avoir démissionné de cette honorable fonction : il n'est pas fort, il n'est pas robuste, mais il n'est pas malade non plus. Il paraît qu'en usant de toutes les précautions qu'inspire la prudence, sa santé le soutiendra. »

#### Persécutions contre les chrétiens
L'empereur Tự Đức s'étonne qu'aucun missionnaire n'ait été découvert et exécuté depuis Jean-Louis Bonnard en 1852. Il décide donc d'envoyer des inspecteurs dans tout l'empire en 1857 pour faire appliquer les édits contre les chrétiens. Le 27 février 1857, deux d'entre eux découvrent des chrétiens et arrêtent le père Paul Tinh, responsable du séminaire. Les inspecteurs le conduisent au vice-roi à Nam-Dinh. Afin d'écarter de lui toute accusation de complaisance à l'égard des chrétiens, le vice-roi le condamne à mort et décide de faire détruire le séminaire. Il envoie à ses préfets un pamphlet anti-chrétiens dans lequel il somme les préfets des provinces voisines d'en faire autant, sous peine de sanctions et de rapport à l'empereur,. Ce changement de politique déchaîne une très forte persécution contre les chrétiens, le préfet de Hüng-Yen faisant périr plus d'un millier d'entre eux.
Les soldats reviennent le 1er mars 1857, les missionnaires doivent fuir à bord d'un sampan et remontent le fleuve. Ce jour-là, le séminaire est entièrement détruit. Vénard et Retord se réfugient dans les montagnes de calcaire qui bordent le delta. Ils y apprennent la condamnation à mort de Paul Tinh. L'évêque Paul-André Retord décide d'envoyer Théophane Vénard à Hoang-Nguyen, au sud d'Hanoï, auprès du père Castex, provincial dans la province d'Hanoï où les persécutions sont moins importantes. En arrivant sur place, il découvre le père Castex à l'agonie : il meurt quelques jours plus tard. Il prend alors sa succession. Il continue à écrire à sa sœur, mais avec discrétion et sérénité, probablement pour ne pas l'inquiéter ; en revanche, ses lettres au père Dallet décrivent la cruauté de la répression.

#### Clandestinité et fuite

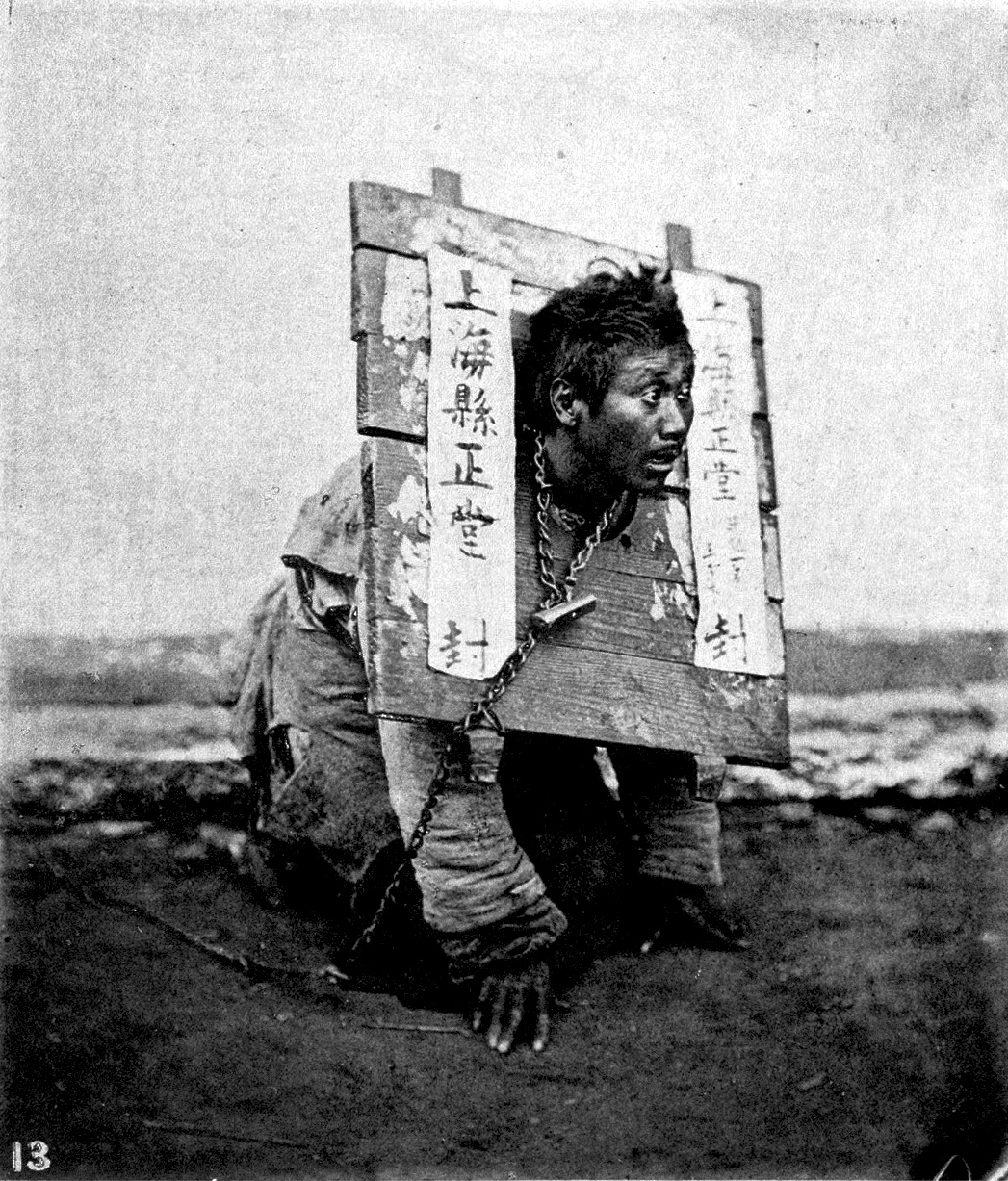
Photo prise à Shanghai en 1870 d'un homme puni par une cangue.

Théophane Vénard tente de poursuivre sa mission tout en se faisant discret. Grâce à la protection des chrétiens tonkinois, il peut fuir rapidement en cas de danger et échappe aux persécutions. Cependant, un courrier écrit par le P. Vénard et le P. Theurel est intercepté par les soldats du roi dans les affaires d'un contrebandier chinois en partance pour Hong Kong. Le vice-roi apprend ainsi l'existence de deux missionnaires qu'il tente de capturer. Prévenu par des chrétiens, Théophane prend la fuite. Deux catéchistes vietnamiens sont capturés et doivent porter une cangue.
Réfugié dans les montagnes, Paul-André Retord ordonne à Théophane et à Joseph Theurel de disparaître complètement afin de calmer les recherches et éviter le zèle des soldats. Ils partent alors pour Dông Chiêm, dans les montagnes, où des chrétiens les ravitaillent régulièrement. Ils doivent de nouveau fuir quand des Vietnamiens se présentant comme des chasseurs de tigres les rencontrent, et se réfugient alors dans un village, se cachant dans des souterrains creusés à cet effet par les villageois chrétiens.

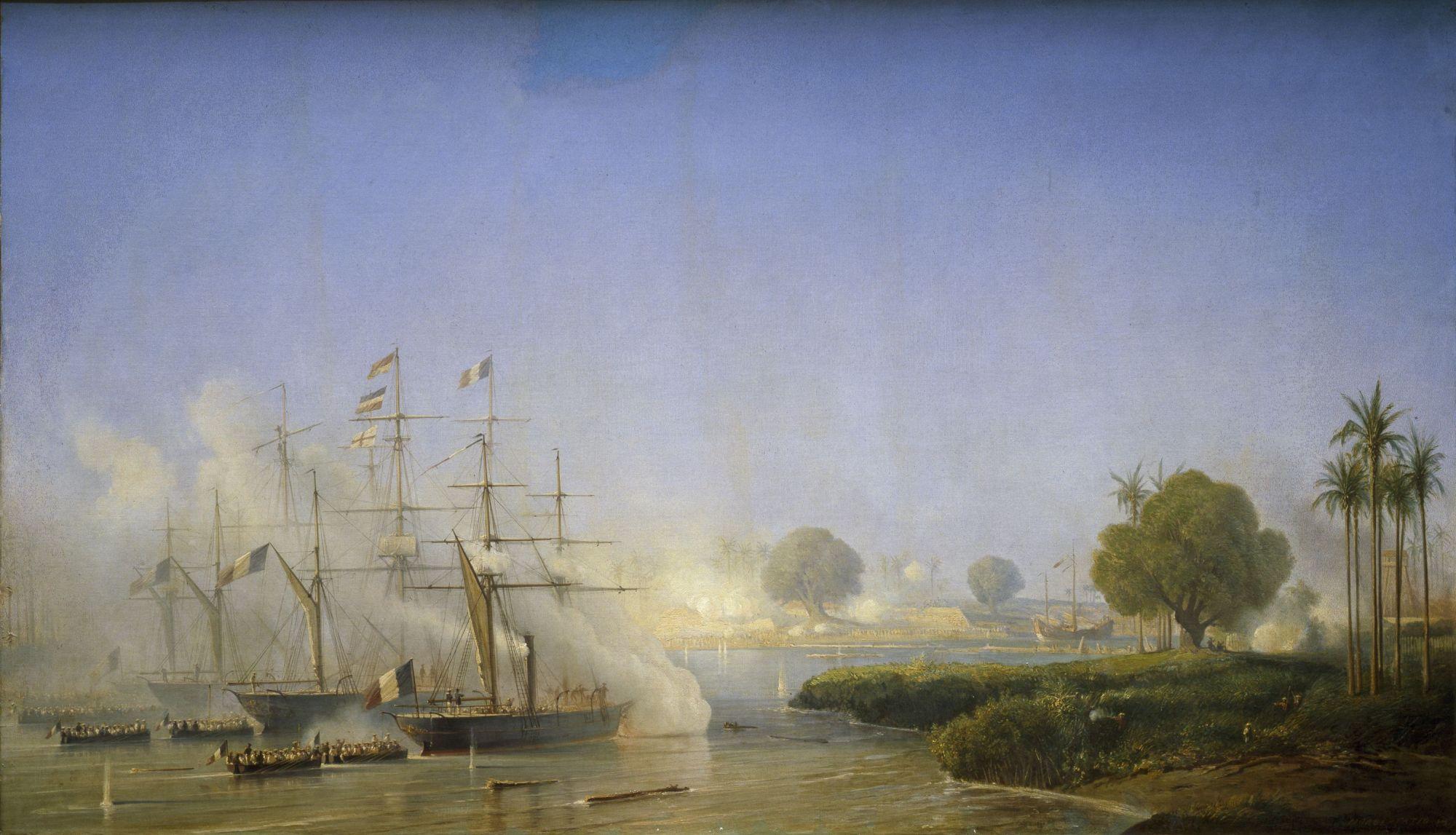
Représentation de la bataille de Saïgon de 1859, huile sur toile d'Antoine Léon Morel-Fatio.

Parallèlement à ces persécutions, l'attitude de la France contribue à accentuer la méfiance contre les chrétiens : une corvette française se présente à plusieurs reprises, annonçant l'arrivée de missionnaires et demandant leur protection. La venue de cette corvette irrite l'empereur, d'autant qu'en 1858 l'escadre de l'amiral Charles Rigault de Genouilly, après la bataille de Tourane qui conduit à la destruction de la flotte vietnamienne, mouille dans le port de Tourane pendant plusieurs mois. Finalement, l'amiral décide de partir pour Saïgon, ce qui contribue à rendre la situation des chrétiens encore plus difficile du fait de la guerre opposant l'empire vietnamien et la France.
Théophane Vénard vit dans des conditions de clandestinité très pénibles : il se déplace de village en village, est dissimulé dans des caches, derrière des doubles cloisons, parfois sans voir la lumière du jour. Pour se cacher, il bénéficie souvent de l'aide de religieuses, les Amantes de la Croix, dont il devient le père spirituel. Les lettres qu'il parvient à écrire font état de conditions de vie très difficiles : « Vous pourriez nous demander : comment ne devenez-vous pas fous ? Toujours enfermés dans l'étroitesse de quatre murs, sous un toit que vous touchez de la main, ayant pour commensaux les araignées, les rats et les crapauds, obligés de toujours parler à voix basse, assaillis chaque jour par de mauvaises nouvelles : prêtres pris, décapités, chrétientés détruites et dispersées au milieu des païens, beaucoup de chrétiens qui apostasient, et ceux qui demeurent fermes envoyés aux montagnes malsaines sur lesquelles ils périssent abandonnés, et cela sans que l'on puisse prévoir quelle en sera la fin, ou plutôt, ne la prévoyant que trop, j'avoue qu'il faut une grâce spéciale pour résister à la tentation du découragement et de la tristesse,. »
Paul-André Retord meurt le 22 octobre 1858, emporté par la fièvre. Le père Jeannet prend alors sa suite comme vicaire apostolique, et choisit Joseph Theurel comme successeur. Le père Theurel est ordonné évêque clandestinement le 6 mars 1859. Le nouvel évêque demande aux missionnaires de faire un rapport sur les missions. Dans sa réponse, Théophane Vénard lui parle des difficultés de l'enseignement aux catéchistes et y joint sa traduction des épîtres en vietnamien. Ces recommandations conduisent Joseph Theurel à le nommer directeur du séminaire.
Le 15 janvier 1860, après avoir reçu l'autorisation de Joseph Theurel, il se consacre à la Vierge Marie, en suivant la prière de Louis-Marie Grignion de Montfort. À partir de ce moment, il signe ses lettres « MS » pour Mariae Servus (« serviteur de Marie »).
Il continue néanmoins de se cacher et décide de partir dans un autre village, à Ke-beo, où il se cache chez une vieille femme. Un des neveux de cette villageoise lui rend visite et dénonce la présence de chrétiens dans sa maison. Le 30 novembre 1860, les soldats arrivent et le découvrent caché dans une double cloison.

#### Détention et exécution

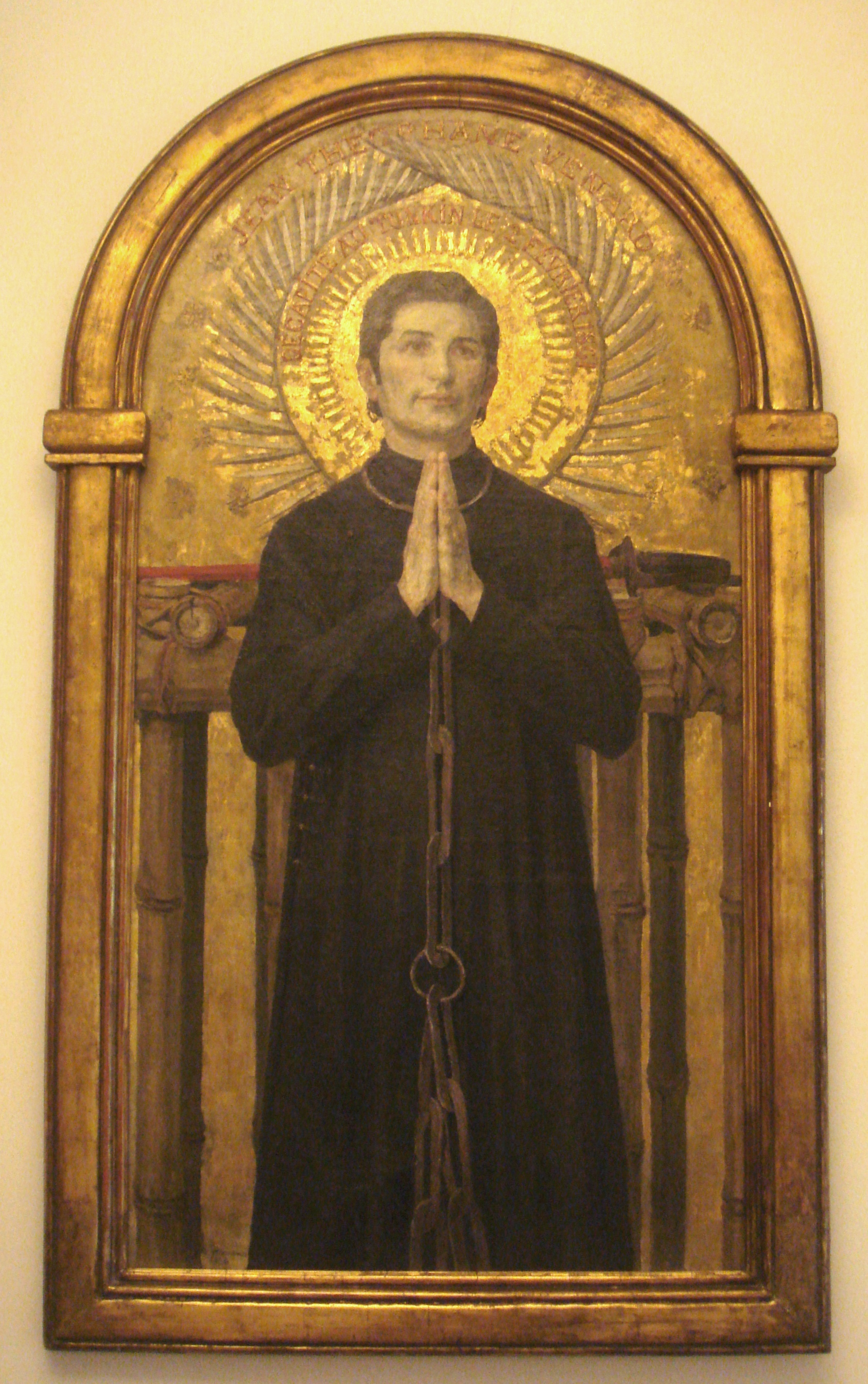
Théophane Vénard enchaîné (peinture de la chapelle des Missions étrangères de Paris).

Capturé, Théophane Vénard est emmené au palais du vice-roi à Hanoï, où il est enchaîné et enfermé dans une cage. Le vice-roi en personne vient l'interroger. Lors de l'interrogatoire, le missionnaire fait si bonne impression au vice-roi que celui-ci demande qu'il soit emprisonné dans une cage plus grande, entourée de moustiquaires, et qu'il soit bien nourri.
Tandis que les autorités de Hanoï envoient un rapport à l'empereur, le P. Théophane Vénard a le droit de sortir de temps en temps de sa cage pour faire quelques pas dehors, et prendre un maigre repas parfois avec ceux qui le surveillent. Il a également la possibilité d'écrire. Trois chrétiens clandestins se font connaître : un soldat, la cuisinière qui lui apporte l'eucharistie tous les vendredis, et un policier, qui fait venir secrètement un prêtre pour sa dernière confession.
Le 20 janvier 1861, Théophane Vénard écrit à sa famille des lettres d'adieu.

« Puisque la sentence se fait attendre, je veux vous adresser un nouvel adieu qui sera probablement le dernier. Les jours de ma prison s'écoulent paisiblement. Tous ceux qui m'entourent m'honorent, un bon nombre m'aiment. Depuis le grand mandarin jusqu'au dernier soldat, tous regrettent que la loi du royaume me condamne à mort. Je n'ai point eu à endurer de tortures, comme beaucoup de mes frères. Un léger coup de sabre séparera ma tête, comme une fleur printanière que le maître du jardin cueille pour son plaisir. Nous sommes tous des fleurs plantées sur cette terre que Dieu cueille en son temps, un peu plus tôt, un peu plus tard. Autre est la rose empourprée, autre le lys virginal, autre l'humble violette. Tâchons tous de plaire, selon le parfum ou l'éclat qui nous sont donnés, au souverain Seigneur et Maître,. »

Le matin du 2 février, le préfet lui annonce la sentence : mort par décapitation. Il est transporté vers le Fleuve Rouge. Au bord du fleuve, il se dénude, s'agenouille et a les mains attachées dans le dos. Le bourreau, ivre au moment de l'exécution, tente à cinq reprises de décapiter le condamné : le premier coup de sabre ne fait qu'effleurer sa joue, le deuxième touche la gorge et trois autres coups sont nécessaires pour accomplir la sentence.
Les chrétiens enterrent son corps, tandis que sa tête est exposée au sommet d'un poteau pendant trois jours, puis jetée dans le fleuve. Un policier chrétien, Paul Moï, charge des pêcheurs de la récupérer, et la fait apporter à deux évêques dont il connaît la cachette. Ils la font mettre dans un coffre avant de l'enterrer. Six mois plus tard, de nuit, des chrétiens déterrent le corps et l'inhument à nouveau dans un cimetière de la paroisse de Dông-Tri.

## Héritage spirituel

### Similitudes avec la spiritualité de Thérèse de Lisieux
La spiritualité que développe Théophane Vénard a de nombreux points communs avec celle de Thérèse de Lisieux, futur docteur de l'Église. Thérèse de Lisieux décrit sa spiritualité comme étant celle de la « petite voie » ou de l'enfance spirituelle. Bien qu'elle ait déjà développé l'essentiel de sa pensée spirituelle avant de découvrir l'histoire de Théophane Vénard en novembre 1896, de nombreux éléments montrent de grandes similitudes entre leurs spiritualités. Ces ressemblances sont sans doute en partie la cause de la vénération de Thérèse pour Théophane Vénard : après avoir lu ses écrits, elle s'exclame : « Ce sont mes pensées, mon âme ressemble à la sienne. »
Les deux principales similitudes de la spiritualité de Théophane Vénard et de Thérèse de Lisieux concernent ce qui est décrit comme l'enfance spirituelle, et la conception de la Mission. L'enfance spirituelle peut se définir comme une spiritualité de la confiance en Dieu malgré ou grâce à la faiblesse et la petitesse, comme un enfant face à son père, conduisant à accepter et à s'offrir à Dieu par amour. Le deuxième point commun est la conception de la mission. La mission et le martyre sont alors très liés au XIXe siècle, notamment au sein des Missions étrangères de Paris, dont de nombreux membres meurent martyrs du fait des persécutions en Asie. La missiologie développée par Théophane Vénard ressemble en de nombreux points à celle que Thérèse de Lisieux développe dans ses écrits.

### Les prémices de la spiritualité de la «Petite voie»

#### La petitesse
Dans sa correspondance, le père Vénard décrit à de nombreuses reprises sa petitesse et sa faiblesse humaine face à sa vocation de missionnaire. Pour lui, la vocation de la prêtrise demande de nombreuses qualités : être prêtre nécessite d'être saint, comme il l'affirme dans une des lettres à sa sœur Mélanie. Or, il considère qu’il n’est pas forcément à la hauteur des modèles de sainteté qu’il connaît : « Mais, une réflexion me vient : tout cela est bien, sans doute, mais, en réalité qu'est-ce que le sacerdoce ? C'est le détachement de tous les biens du monde, l'entier abandon de tous les intérêts temporels. Pour être prêtre, il faut être saint. Pour diriger les autres, il faut d'abord savoir se diriger soi-même,. » Thérèse de Lisieux doute de la même manière devant la grandeur de sa vocation : « il s'éleva dans mon âme une tempête comme jamais je n'en avais vue. Pas un seul doute sur ma vocation ne m'était encore venu à la pensée, il fallut que je connaisse cette épreuve… Ma vocation m'apparut comme un rêve, une chimère, je trouvais la vie du carmel bien belle, mais le démon m'inspirait l'assurance qu'elle n'était pas faite pour moi, que je trompais les supérieures en avançant dans une voie où je n'étais pas appelée… »
Théophane prend la métaphore florale pour décrire la place de chacun : dans un jardin il existe une multitude de fleurs, certaines grandes, d'autres petites, mais chaque personne a une place spécifique : « Autre est la rose empourprée, autre le lis virginal, autre l’humble violette. Tâchons tous de plaire, selon le parfum ou l’éclat qui nous sont donnés, au souverain Seigneur et Maître,. » Thérèse développe la même métaphore botanique pour parler de la vocation de chacun : « Longtemps je me suis demandé pourquoi le bon Dieu avait des préférences […] Jésus a daigné m’instruire de ce mystère. Il a mis devant mes yeux le livre de la nature et j’ai compris que toutes les fleurs qu’Il a créées sont belles, que l’éclat de la rose et la blancheur du lys n’enlèvent pas le parfum de la petite violette ou la simplicité ravissante de la pâquerette… J’ai compris que si toutes les petites fleurs voulaient être des roses, la nature perdrait sa parure printanière, les champs ne seraient plus émaillés de fleurettes… »
Théophane affirme à sa sœur ne pas être le saint qu'elle croit. Il a conscience de ses limites, et lui écrit : « Je suis persuadé, chère Mélanie, que, dans ton bon cœur, je passe pour un grand saint ; néanmoins tu te trompes, car je ne suis pas même en réalité un petit saint. La maladie a brisé mon pauvre corps, abêti mon esprit, attiédi mon cœur. Je t'avoue ma misère spirituelle, afin que tu t'apitoies sur elle et que tu pries pour ton frère. » Ces sentiments sont proches de ceux que Thérèse de Lisieux décrit dans Histoire d'une âme : « Vraiment je suis loin d'être une sainte. Je devrais au lieu de me réjouir de ma sécheresse, l'attribuer à mon peu de ferveur et de fidélité, je devrais me désoler de dormir pendant les oraisons et mes actions de grâce. Enfin je pense que le Seigneur voit ma fragilité, qu'il se souvient que nous ne sommes que poussière. »
Ce sentiment d'indignité se traduit chez Théophane par une volonté d'humilité et de modestie. Ainsi, lors d'une de ses retraites au séminaire des Missions étrangères de Paris, il écrit l'une de ses résolutions : « Je dois éviter dans ma conduite tout ce qui pourrait me faire remarquer. La vertu véritable doit être simple et inaperçue. Donc, toujours humilité, charité, modestie. » Cette recherche de la discrétion et de l'humilité conduit Théophane Vénard à signer ses lettres à son évêque « petit enfant Ven. »

#### La confiance intérieure en Dieu
La petitesse décrite par Théophane le conduit à avoir confiance en Dieu malgré sa faiblesse. La petitesse et la faiblesse sont donc des atouts face aux difficultés. Dans la dernière année de sa vie, il est confronté aux persécutions contre les chrétiens et c’est dans la confiance intérieure en Dieu qu’il puise la force nécessaire pour ne pas se décourager : « Me voilà donc entré dans l’arène des confesseurs de la foi. Il est bien vrai que le Seigneur choisit les petits pour confondre les grands de ce monde. Quand vous apprendrez mes combats, j’ai confiance que vous apprendrez aussi mes victoires. Je ne m’appuie pas sur mes propres forces, mais sur la force de celui qui a vaincu les puissances de l’enfer et du monde sur la croix. » C’est cette même confiance intérieure en Dieu que Thérèse développe dans ses écrits : « … je sens toujours la même confiance audacieuse de devenir une grande Sainte, car je ne compte pas sur mes mérites, n'en ayant aucun, mais j'espère en Celui qui est la Vertu, la Sainteté Même, c'est Lui seul qui, se contentant de mes faibles efforts, m'élèvera jusqu'à Lui et, me couvrant de ses mérites infinis, me fera Sainte. »
Dieu est considéré comme celui qui peut tout, à qui on peut faire confiance. Dans ses dernières lettres, Théophane Vénard prend la métaphore du jardin afin de développer sa conception : il considère que toute personne est une fleur, et que Dieu est le jardinier. La grandeur de la fleur n’importe pas, et il faut laisser Dieu agir comme agit un jardinier ; dans sa lettre d’adieu à son père, il se décrit ainsi comme une fleur : « Un léger coup de sabre séparera ma tête comme une fleur printanière que le Maître du jardin cueille pour son plaisir. » Il file la métaphore : « Nous sommes tous des fleurs plantées sur cette terre, que Dieu cueille en son temps, un peu plus tôt, un peu plus tard. Moi, petite éphémère, je m’en vais le premier. »

#### La vie ordinaire vécue pour l'Amour

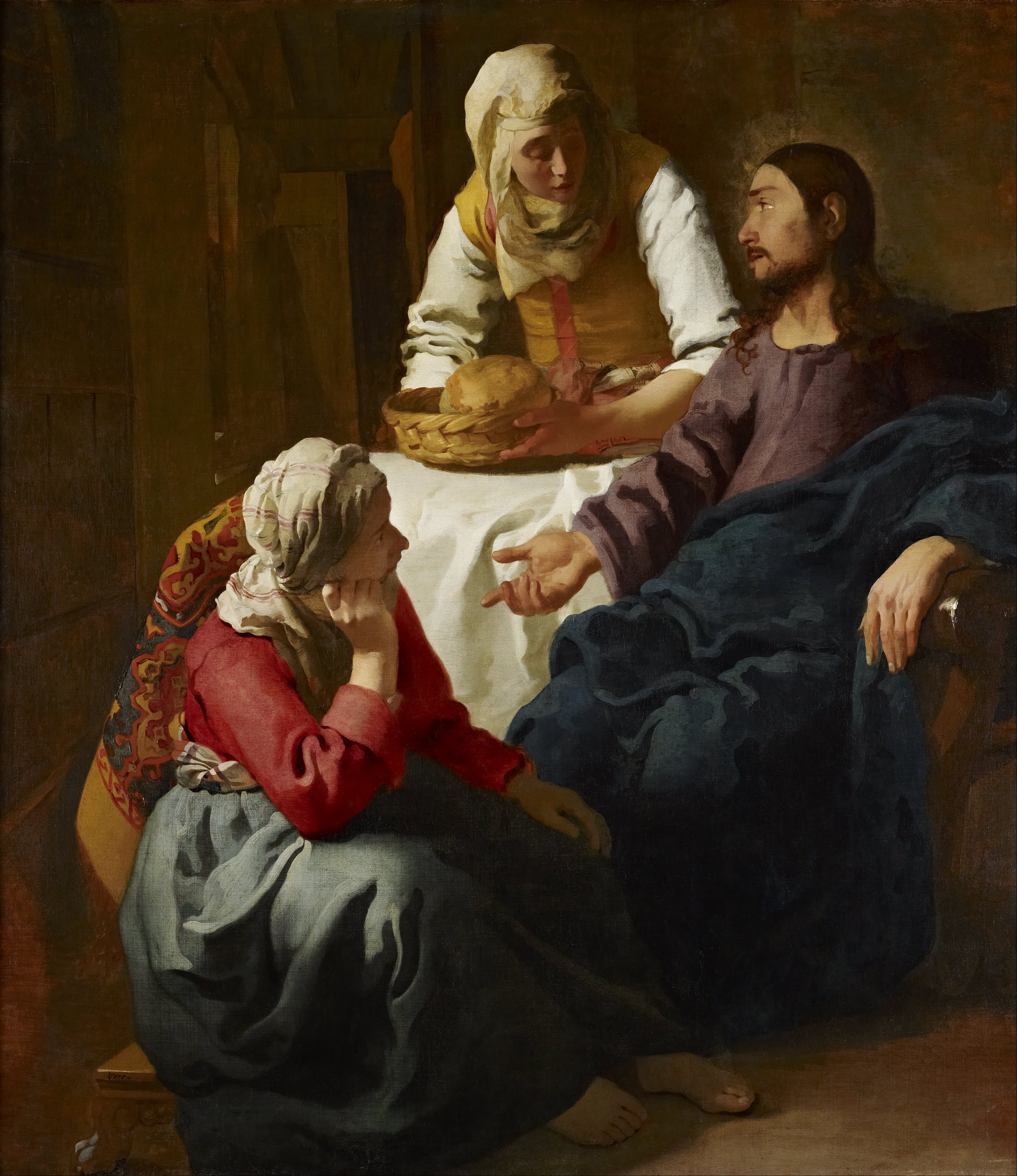
Le Christ dans la maison de Marthe et Marie, Jan Vermeer van Delft, Huile sur toile, 1654-55, National Gallery of Scotland, Edinburgh.

La confiance intérieure en Dieu se manifeste non seulement dans la vie intérieure, mais dans le fait de croire en l'action de Dieu à travers les événements de la vie. Théophane, comme Thérèse, croit en l'action de Dieu à travers l'obéissance. D'abord envoyé en Chine, il y voit la volonté de Dieu : « Je ne dédaigne pas la Chine, mais je ne la choisis pas : je n'ai pas d'autre choix que la volonté de mes supérieurs, tant est que je sois jugé bon quelque chose. Je me trouverai toujours trop bien dans le lieu où le divin Maître daignera me permettre de travailler pour le salut de mes frères et la gloire de son amour,. » Cette conception traditionnelle dans la foi chrétienne, institutionnalisée par le vœu d'obéissance, est très importante pour Thérèse, la refuser conduisant selon elle « à s’égarer dans des chemins arides. »
Pour Théophane, la vie chrétienne ne consiste pas à faire des grandes œuvres ou des grandes actions, mais à vivre chaque jour en cherchant à aimer et à agir pour Dieu dans le quotidien. Cette conviction est source de joie pour lui, et c'est cet aspect de sa spiritualité qui fait de lui le saint de prédilection de Thérèse de Lisieux : « C'est une âme qui me plaît. Saint Louis de Gonzague était sérieux, même en récréation, mais Théophane Vénard était gai toujours. Théophane me plaît encore mieux, parce que la vie de saint Louis de Gonzague est extraordinaire et la sienne est tout ordinaire. »
Cette recherche de la simplicité et de la vie ordinaire est l'un des éléments marquants dans la vie de Théophane Vénard : les témoignages posthumes rappellent sa profonde simplicité. Il ne s'est pas fait remarquer pour des attitudes ou des qualités extraordinaires : « Dans l'ordre des vertus, il y a chez lui un point qui est digne d'être signalé, à savoir sa très grande simplicité d'allure et d'action », témoigne l'un de ses supérieurs, qui poursuit : « Seul Théophane sut échapper à nos clairvoyantes prévisions : rien, absolument rien d'extraordinaire dans ses paroles comme dans ses actes ne révélait cette sublime vocation de l'apostolat, encore moins celle du martyre. » Le témoignage de l'abbé Arnaud, un des condisciples de Théophane Vénard, confirme cette simplicité dans son attitude : « Sa vie […] est restée humble et cachée. Il gardait soigneusement pour lui-même ce qui faisait l'objet de ses plus chers désirs. »
Dans une de ses lettres à sa sœur Mélanie, il l'invite à accomplir toutes ses actions en les faisant pour Dieu et avec lui. Reprenant l'exemple de l'évangile, il invite à vivre l'action comme Marthe de Béthanie avec l'esprit de Marie, c'est-à-dire agir tout en pensant et vivant pour Dieu : « Tu peux quelquefois être Marie seulement ; mais quand tu es Marthe, ne sois pas Marthe toute seule, pleine d'inquiétude et de soucis. Fais les œuvres de Marthe avec l'esprit de Marie ; fais bien toutes choses, ce qui est de la vie intérieure, ce qui est de la vie extérieure, conformant ta volonté à la volonté de Jésus. »

#### La joie au quotidien
La vie ordinaire n'est pas exempte de difficultés et de souffrances, néanmoins la confiance que Théophane porte en Dieu le conduit à rechercher la joie en tout. Il fait de la joie sa devise. Ainsi, quand il décrit ses difficultés, tant ses problèmes de santé que les conséquences des persécutions, il écrit : « vive la joie quand même ». Pour lui, la joie et la gaîté proviennent de la confiance en Dieu. Il écrit en mars 1854 : « Vive la gaité ! Quand on travaille pour Dieu, on a le cœur à l'aise. » Il estime que la recherche de la joie et la lutte contre la tristesse sont un combat qu'il faut mener malgré les difficultés. Dans une lettre à son frère, il décrit sa conception de la recherche de la joie : « car, vois-tu mon cher Eusèbe, il vaut mieux envisager la vie sous son beau côté et rendre autant que possible les impressions de son âme tranquilles et sereines. Il n'y a que peu d'utilité dans la tristesse, en sorte qu'au sein de l'abattement et du dégoût et de toute espèce de souffrances, il faut prendre son cœur à deux mains et lui faire crier malgré lui : Vive la joie quand même ! »
Il demande même dans ses dernières lettres, alors qu'il se sait condamné à mort, de se réjouir, comme dans sa dernière lettre à destination de ses confrères des Missions étrangères de Paris : « Adieu mes amis de ce monde ! Il se fait tard, séparons nous. Et ne pleurez pas sur ma tombe. Mais plutôt réjouissez-vous ! » Cette joie est l'un des éléments que Thérèse de Lisieux admire le plus chez Théophane : « Théophane est une âme qui me plait… Il était toujours gai. »

### La spiritualité de la Mission

#### La prière, premier moyen d'être missionnaire
Théophane Vénard attribue une place primordiale à la prière dans sa mission. Pour lui, elle est le moyen de préparer la mission, et donc de permettre l'action de Dieu. Quand il part pour l'Asie, il écrit à son frère Eusèbe une lettre lui demandant de prier : « La prière est le premier et le plus actif des missionnaires. Ainsi tu seras missionnaire avec moi,. » La prière consiste aussi à agir. Dans une lettre à sa sœur Mélanie, il insiste sur le fait que l'on peut être actif tout en priant. En prenant pour exemple dans l'Évangile la rencontre de Jésus avec Marthe et Marie, il recommande à Mélanie de « faire les œuvres de Marthe avec l'esprit de Marie ».
Thérèse de Lisieux développe la même conception de la prière comme lieu et soutien de la mission. Elle est d'ailleurs proclamée par l'Église catholique sainte patronne des missions. Elle écrit : « ne pouvant être missionnaire d'action, j'ai voulu l'être par l'amour et la pénitence. »

#### La paternité spirituelle
Théophane Vénard développe sa mission au Viêt Nam en devenant le directeur spirituel des catéchistes et des religieuses. Il développe alors sa paternité spirituelle pour guider vers Dieu ceux qui lui sont confiés, et il exige discipline et étude pour aider à connaître Dieu. On retrouve ces mêmes éléments chez Thérèse de Lisieux.
Directeur spirituel des Amantes de la Croix, congrégation religieuse asiatique, Théophane exige qu'elles suivent la règle qu'il s'impose à lui-même. Les Amantes de la Croix affirment qu'il « ne leur passât aucune faute », de même les catéchistes qui le trouvent parfois sévère. Thérèse de Lisieux, maîtresse des novices au Carmel de Lisieux, est tout aussi sévère vis-à-vis des novices : « Il faut avoir de la fermeté de ne jamais revenir sur une chose dite et que s'abaisser ne serait point alors de l'humilité mais de la faiblesse. » Elle ajoute : « Un médecin ne se laisse pas attendrir par le malade qu'il doit faire souffrir. »
Cette exigence qu'il développe pour les Amantes de la Croix et les catéchistes découle en partie d'une véritable ascèse de vie : les Amantes de la Croix affirment qu'il mangeait peu, deux fois par jour et ne faisait jamais de remarque désobligeante sur la quantité ou la qualité de la nourriture. De même, lorsqu'il se fait soigner, il ne se plaint pas des soins malgré la souffrance occasionnée.
Alors qu'il supporte des conditions de vie assez difficiles, fuyant les persécutions, Théophane travaille continuellement à sa traduction de la Bible en langue annamite. Il termine ainsi la traduction du Nouveau Testament pour les séminaristes et les prêtres vietnamiens, et envisage d'écrire un traité apologétique en langue annamite, comme il l'écrit le 21 mai 1860 : « Il importe de montrer aux gens quelque peu instruits que le christianisme ne leur est pas si inconnu qu'ils se le figurent. » Cette volonté de transmettre la foi est la même que celle de Thérèse de Lisieux, qui écrit l'Histoire d'une âme et affirme : « Ce que je relis dans ce cahier, c'est si bien mon âme !… Ma Mère, ces pages feront beaucoup de bien. On connaîtra mieux ensuite la douceur du bon Dieu… »

#### Le combat pour Dieu
Dans les écrits de Théophane Vénard, le vocabulaire de la mission se rapproche du vocabulaire guerrier. Pour Théophane Vénard, être missionnaire c'est combattre et devenir le soldat de Dieu : « Je me disais, à la vue des nouveaux prêtres […] je serai un jour comme eux ; un jour je serai soldat de Jésus-Christ et la bannière de l'Église deviendra ma bannière ». C'est la même conception que Thérèse de Lisieux développe dans ses écrits « Je me sens la vocation de guerrier, de martyre… Je sens en mon âme le courage d'un crois, d'un zouave pontifical, je voudrais mourir sur un champ de bataille pour défendre l'Église. »
La conception qu'il se fait de la mission conduit Théophane à valoriser le combat et la virilité. Ce combat est avant tout une lutte contre ses défauts, mais aussi une recherche de la perfection, comme il le décrit dans une de ses lettres à son ami le père Dallet : « Il faut être un homme parfait pour être un homme de Dieu, n'est-ce pas père Dallet ? Si l'instrument n'est pas apte à l'usage qu'on veut en faire, c'est un instrument à moitié inutile. Ne soyons pas apôtres à demi, ne soyons pas à moitié homme. C'est une grande chose d'être missionnaire : les devoirs d'un missionnaire sont sans limite, c'est la perfection à atteindre. »
Devenir missionnaire est aussi comparé par Théophane Vénard à une route, un chemin à gravir, comme un athlète, demandant du courage et de la persévérance : « Chaque être, ici-bas, a une route qu'il doit suivre, un point de départ et un but. La mer s'agite, le ruisseau murmure, le fleuve coule, la fleur s'épanouit, l'animal broute, l'homme vit et marche à Dieu […] Eh bien, moi, j'ai hâte de m'élancer au milieu de la société. J'ai hâte de servir mes frères,. »

#### L'apostolat de la souffrance
Au XIXe siècle, la conception de la mission, appelée aussi missiologie, est inséparable de la notion de martyre. En effet, les missions en Asie sont marquées par de très nombreuses persécutions et par le martyre de nombreux catholiques. Théophane Vénard, très marqué par ces martyres, développe une vision de la mission très liée à la conception du martyre, du don de soi jusqu'à la mort.
Lorsqu'il subira les cinq cents brûlures dues à la moxibustion, Théophane ne se plaint pas mais prie. Dans une lettre à son ami le père Dallet, il affirme qu'il faut lutter, quand on souffre, contre la désespérance et que la souffrance peut avoir des fruits : « Je sens que mon âme prend des forces en souffrant, qu'au milieu de ses blessures elle acquiert une nouvelle sève et un tempérament plus solide. » Dans une lettre, il décrit cette offrande de sa souffrance qui peut selon lui, aider à sauver des âmes : « Souffrir est mon partage ; c'est le prix des âmes ; désormais il n'est plus guère question que de choses désolantes et tristes, de blocus, de persécutions, de fuites et de morts. » Thérèse de Lisieux développe la même conception de la souffrance qui, acceptée par amour, est la condition de l'apostolat : « Oui, la souffrance m'a tendu les bras et je m'y suis jetée avec amour. Jésus m'a fait comprendre que c'était par la croix qu'il voulait me donner des âmes. »

#### Un éloignement douloureux

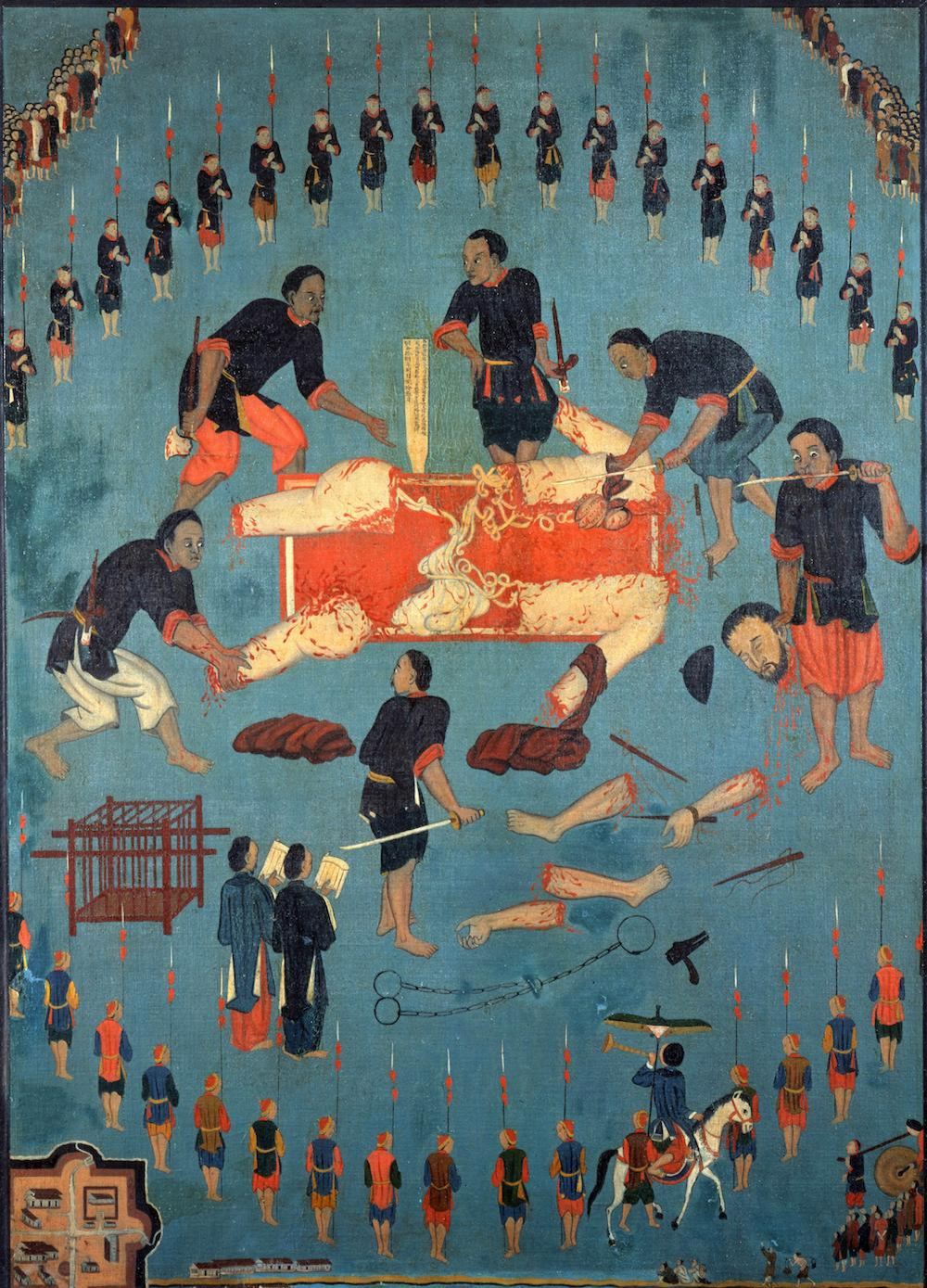
Représentation de l'exécution de Jean-Charles Cornay, peinture vietnamienne du XIXe siècle, Salle des martyrs des Missions étrangères de Paris.

Théophane Vénard se sépare de sa famille et de ses proches. Sa correspondance témoigne de la souffrance issue de cette séparation qu'il dit subir pour Dieu. Cette séparation, ainsi que la différence culturelle et la solitude, sont les principaux éléments qu'il décrit dans sa correspondance comme autant de souffrances choisies pour Dieu et qui lui coûtent. Néanmoins, il indique qu'elles peuvent, elles aussi, être la source d'un bienfait, au sens qu'elles purifient l'amour qu'il porte à Dieu, comme il l'écrit dans une des prières qu'il compose : « Ô mon Dieu, vous mettez vous-même le baume de la consolation et de la joie dans nos cœurs, alors que naturellement ils devraient être brisés de douleur. Vous nous faites goûter tous les charmes de l'amitié, même quand nous sommes séparés, peut-être sans retour. O Dieu, purifiez notre amour ! Oui, que nous nous aimions, mais pour vous ! Que nous ne soyons qu'un, mais en vous ! »
Thérèse de Lisieux voit, elle aussi, dans la séparation, la possibilité d'un amour héroïque pour Dieu : « Laissons Jésus nous arracher ce qui nous est le plus cher et ne lui refusons rien… » Elle considère cette séparation comme étant le « martyre du cœur » dans une lettre au père Rouland qui doit se séparer de sa famille afin d'aller en mission : « Le martyre du cœur n'est pas moins fécond que l'effusion du sang, et dès maintenant ce martyre est le vôtre. »

#### L'ultime don de soi: le martyre
La mission est profondément liée chez Théophane au martyre. Théophane désire en effet mourir ainsi : le martyre de Jean-Charles Cornay l'a profondément marqué dès sa jeunesse, et marque le début de sa volonté de devenir missionnaire. Mission et martyre sont indissociables dans ses écrits comme dans sa pensée. À de nombreuses reprises dans sa correspondance, il mentionne les martyrs et montre son désir de le devenir. Le martyre est envisagé comme un honneur et comme une joie : « Dis-moi, frère, quel honneur et quel bonheur a Théophane, si le Bon Dieu daignait… Tu comprends ? Te Deum laudamus… Te Martyryum candidatus laudat exercitus… »
Pour lui, le martyre représente l'ultime preuve d'amour pour Dieu, mais c'est avant tout une grâce et un honneur venant de Dieu. Même s'il désire le martyre, il cherche à l'éviter à de nombreuses reprises en fuyant les persécutions, et il échappe maintes fois aux inspections des autorités, se cachant pendant plus de deux ans afin d'éviter d'être capturé. Le martyre est une grâce qu'il considère comme un cadeau de Dieu : « Cette grâce du martyre est vraiment très précieuse, mais ne l'obtient que celui à qui Dieu la réserve. »

## Postérité

### Reconnaissance par l'Église catholique
Très tôt après sa mort, une vraie dévotion s'instaure au Viêt Nam. Les Amantes de la Croix qui l'avaient comme supérieur le considèrent très vite comme un saint. La publication de ses lettres par son frère Eusèbe Vénard contribue à le faire connaître. Théophane Vénard est déclaré bienheureux le 2 mai 1909, par le pape saint Pie X, avec trente-trois autres martyrs d'Extrême-Orient. Sa fête est alors célébrée le 2 février, hormis dans le diocèse de Poitiers où il est fêté le 13 février. Le succès d’Histoire d'une âme, vendu à plus de 700 000 exemplaires en 1915, et la dévotion autour de Thérèse de Lisieux, qui avait Théophane pour saint de prédilection, contribuent à le faire connaître.
Le pape Jean-Paul II le canonise le 20 juin 1988, parmi les cent dix-sept martyrs du Viêt-Nam,. Il est célébré par l'Église catholique le 2 février et la fête commune a été fixée au 24 novembre.
Le corps de Théophane Vénard ainsi que les objets lui ayant appartenu sont conservés aujourd'hui au séminaire des Missions étrangères de Paris. Sa tête est restée dans la paroisse de Ke-Trü, non loin de Hanoï.

### Influence posthume
Le frère de Théophane, Eusèbe, devenu vicaire à la cathédrale Saint-Pierre de Poitiers, est persuadé que son frère est un saint. Il consacre sa vie à rassembler ses lettres qu'il fait publier ainsi qu'une biographie. En 1864, il publie un premier recueil de lettres de Théophane à sa famille, augmentées de quelques commentaires sous le titre Vie et Correspondance de J. Théophane Vénard, prêtre de la Société des Missions étrangères, décapité pour sa foi au Tong-King. En 1865, sort la deuxième édition, et en 1888, il y a déjà plus de sept rééditions. L'ouvrage est de nouveau réédité plusieurs fois sous des formats différents en 1908 et 1909 à Montligeon, et l'édition de Tours, en 1922, est la quatorzième édition de l'ouvrage,.
La publication des lettres de Théophane Vénard dans les Annales de la propagation de la foi produit une profonde impression en France. Elles sont reprises dans des revues chrétiennes, mais également dans des revues non confessionnelles.
Thérèse de Lisieux, religieuse du Carmel, affirme se reconnaître en Théophane Vénard et fait de lui son martyr favori et son saint de prédilection : « Ce sont mes pensées ; mon âme ressemble à la sienne ». Elle désire être missionnaire comme lui,. Pendant son agonie, elle demande qu'on lui apporte une relique de Théophane Vénard, qu'elle surnomme « l'angélique martyr ». Elle copie plusieurs passages des dernières lettres de Théophane Vénard dans son testament spirituel en les mettant au féminin et signe « Sœur Thérèse de l'Enfant Jésus, empruntant les paroles de l'angélique martyr Théophane Vénard ». L'influence de Thérèse de Lisieux au XXe siècle contribue en grande partie à la renommée de son saint de prédilection.
Eusèbe Vénard participe également à la béatification de son frère, le 2 mai 1909. À l'occasion de la béatification, il fait paraître une édition beaucoup plus complète des lettres de Théophane, sous le titre Lettres Choisies du Bienheureux Théophane Vénard. Francis Trochu publie en 1929 une biographie de 540 pages, considérée comme la plus complète de Théophane Vénard.

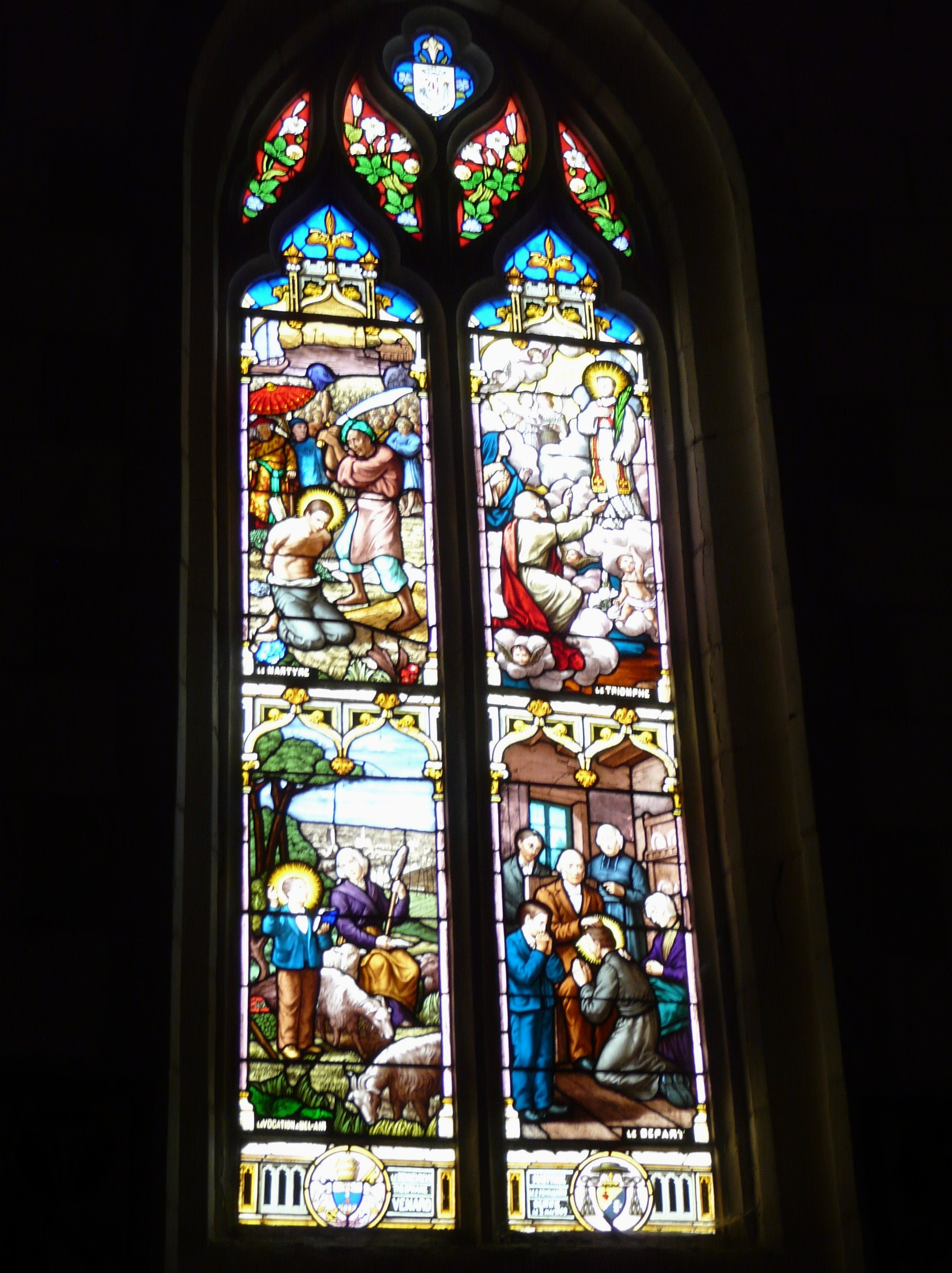
Vitrail du bienheureux Théophane Vénard dans l'église Notre-Dame de l'Assomption, Saint-Loup-Lamairé.
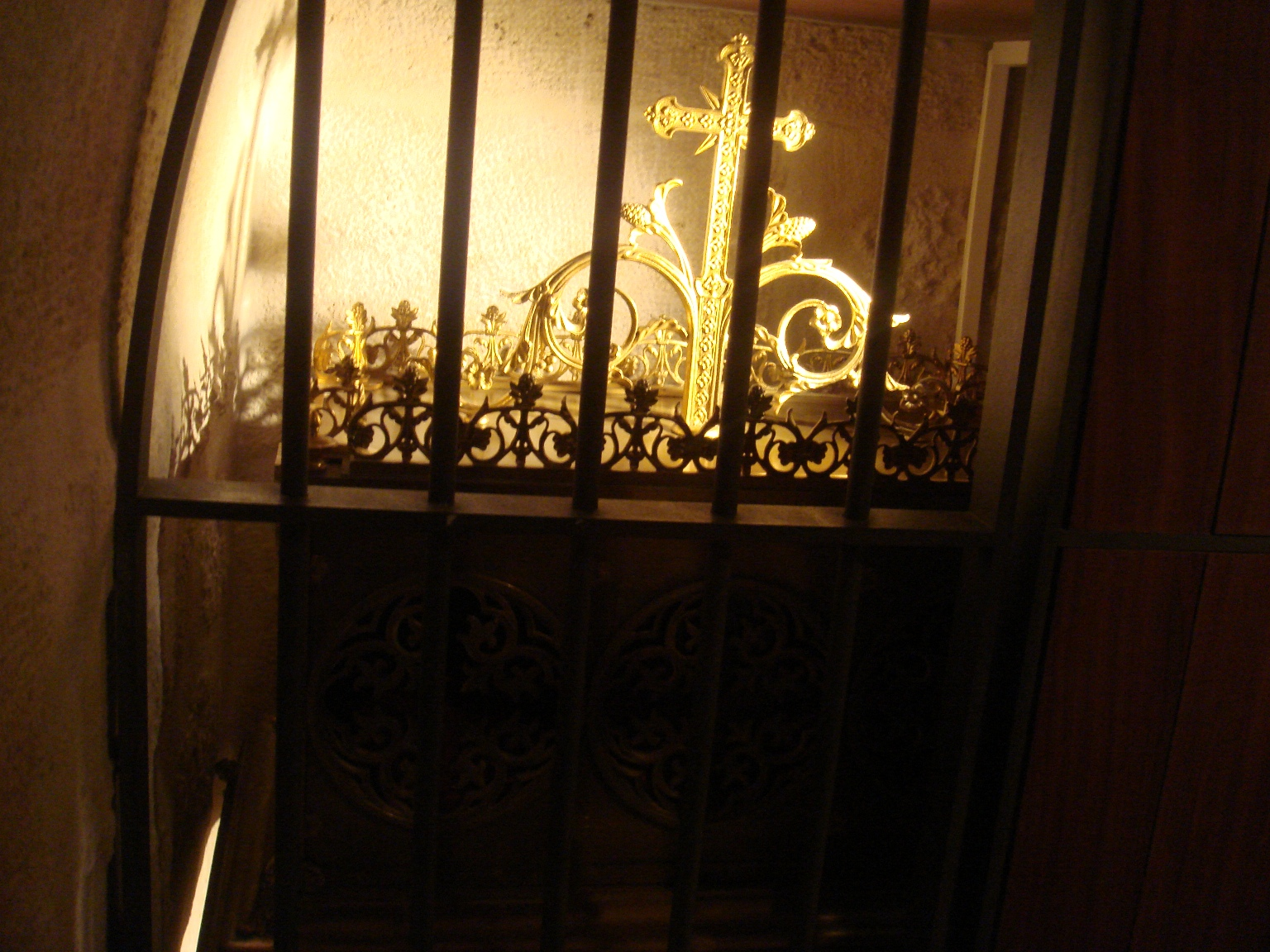
Les reliques de Théophane Vénard aux Missions étrangères de Paris.
Page de titre de l'ouvrage de F. Trochu Théophane Vénard (1929)

### Culture
Théophane Vénard bénéficie d'une certaine notoriété dans la culture populaire, qui fait de lui, un modèle du martyre à l'époque moderne.
De nombreuses écoles, collèges, lycées et autres institutions prennent son nom, spécialement dans l'enseignement catholique, comme le collège Théophane Vénard à Nantes ou l'école Théophane Vénard à Romagne.
En 1988, Chantal Goya, elle-même née au Vietnam, lui dédie une chanson, Théophane... Théophane, sur des paroles de Jean-Jacques Debout, reprenant l'image de la petite fleur: "La mission de ton cœur fut comme la fleur qu’un matin / Au jardin du Seigneur, on est venu chercher soudain".
En 2009, Danh Vo, artiste vietnamien, reproduit la dernière lettre de Théophane Vénard, imitant sa calligraphie, pour en faire une œuvre d'art: 2.02.1861.

#### Œuvres de Théophane Vénard
- Théophane Vénard, Lettres : Introduction de Gilles Reitheinger, France, Fremur, second semestre 2011, 200 p. (ISBN 978-2-9525252-3-7)
- Théophane Vénard et Jean Guennou, Bienheureux Théophane Vénard : Lettres choisies et présentées, France, Tequi, décembre 1982, 190 p. (ISBN 2-85244-535-2)
- Eusèbe Venard, Vie et correspondance de Théophane Venard, Les Éditions Blanche de Peuterey, 15 juin 2022, 346 p. (ISBN 978-2-36878-253-8)

#### Bande dessinée
- Brunor, Dominique Bar, Géraldine Gilles, Théophane Vénard : Dans les griffes du Tigre, France, CLD éditions, 2007, 46 p. (ISBN 978-2-85443-509-2)
- Francis Ferrier (ill. Paul Ordner), Dans les griffes d'ong-kop. Le bienheureux Théophane Venard, Fleurus, coll. « Mission sans bornes », 1er janvier 1961

#### Biographies
- Gilles Reithinger, Vingt-Trois Saints pour l'Asie : les martyrs des Missions étrangères de Paris, France, CLD éditions et Missions Étrangères de Paris, novembre 2010, 280 p. (ISBN 978-2-85443-548-1)
- (en) Jean Theophane Venard (trad. Mary Elizabeth Herbert), Life of Jean Theophane Venard, Martyr in Tonquin : Or What Love Can Do, Kessinger Publishing, septembre 2010, 224 p. (ISBN 978-1-165-42376-7)
- (en) Theophane Venard (trad. Mary Elizabeth Herbert), A Modern Martyr : Theophane Venard : (the Venerable), Nabu Press, coll. « Broché », 4 février 2010, 224 p. (ISBN 978-1-143-75157-8)
- Christian Simonnet, Théophane : Celui qui embellissait tout, France, Broché & La Salle des martyrs, novembre 1992, 141 p. (ISBN 978-2-213-01286-5)
- Gabriel Emonnet, 2 athlètes de la foi : Théophane et Thérèse, France, Téqui, janvier 1988, 265 p. (ISBN 2-85244-855-6)
- Agnès Richomme (ill. Robert Rigot), Le Bienheureux Théophane Vénard, Éditions Fleurus, 1961
- Jean Guennou, Bienheureux Théophane Vénard, Édition Soleil Levant, 1959
- Jacques Nanteuil et Gaston Giraudias, L'Épopée missionnaire de Théophane Vénard, 1950
- R.P. Destombes, Une amitié spirituelle, Sainte Thérèse de Lisieux et le bienheureux Théophane Vénard, 1945
- Francis Trochu, Le Bienheureux Théophane Vénard : Un martyr français au XIXe siècle Ouvrage couronné par l'Académie Française, Lyon, Librairie Emmanuel Vitte, 1er janvier 1929, 537 p.
- M. l'abbé J.-B. Chauvin, Jean-Théophane Vénard (Auteur), Eusèbe Vénard (Auteur), Vie et correspondance de J.-Théophane Vénard, : prêtre de la Société des Missions étrangères, décapité pour la foi au Tong-King, le 2 février 1861..., France, H. Oudin, 1865, 376 p. (ASIN B001D6HE90)

#### Articles et discours
- Louis-Édouard Pie, Discours prononcé par Mgr. l'évêque de Poitiers, le 2 février 1862, dans l'église paroissiale de Saint-Loup, à l'occasion du premier anniversaire du martyre de M. J. Théophane Venard, décapité pour la foi au Tong-King, éd. H. Oudin, 1862, 16 p.
- E.-P. Menne, Centenaire de la naissance du bienheureux Théophane Vénard, prêtre-martyr de la Société des Missions étrangères de Paris. Panégyrique prononcé par le R. P. Menne… en l'église cathédrale d'Hanoï, Tonkin, le 24 novembre 1929, éd. Impr. I.D.I.O.H.G., 1930
- Jean-Paul II, « Discours du Saint-Père Jean-Paul II aux pèlerins français et espagnols venus à Rome à l'occasion de la canonisation de 117 Martyrs du Vietnam. », sur vatican.va, 1988 (consulté le 5 février 2012)